# Tan Mei Chuan
Tan Mei Chuan (* 1. November 1963) ist eine malaysische Badmintonspielerin. 

## Karriere
Tan Mei Chuan nahm 1989 und 1991 an den Badminton-Weltmeisterschaften teil und erreichte dabei als beste Platzierung Rang 17 im Dameneinzel 1991. 1989 wurde sie Dritte bei den Südostasienspielen.

## Sportliche Erfolge
| Saison | Veranstaltung     | Disziplin   | Platz | Name                         |
| ------ | ----------------- | ----------- | ----- | ---------------------------- |
| 1989   | Weltmeisterschaft | Damendoppel | 33    | Tan Mei Chuan / Tan Sui Hoon |
| 1989   | Weltmeisterschaft | Dameneinzel | 33    | Tan Mei Chuan                |
| 1989   | Südostasienspiele | Dameneinzel | 3     | Tan Mei Chuan                |
| 1991   | Weltmeisterschaft | Dameneinzel | 17    | Tan Mei Chuan                |